# 시드니 올림픽 공원 수영 센터

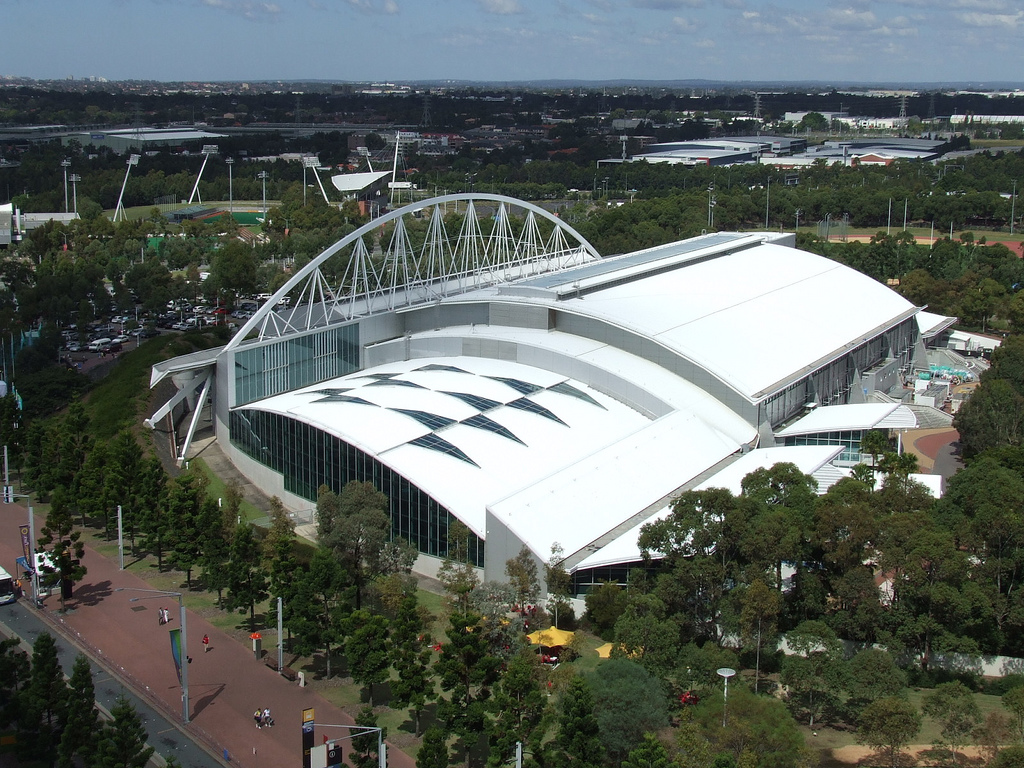

시드니 올림픽 공원 수영 센터(영어: Sydney Olympic Park Aquatic Centre)은 오스트레일리아 시드니에 있는 수영장이다. 2000년 하계 올림픽 수영, 다이빙, 싱크로나이즈드 스위밍 경기가 열렸다. 오스트레일리아엣 가장 큰 수영장다.

## 같이 보기
- 2000년 하계 올림픽 경기장
- 2000년 하계 올림픽 수영